# 습지쌀쥐
습지쌀쥐(Oryzomys palustris)는 비단털쥐과 쌀쥐속에 속하는 북아메리카 설치류이다. 보통 습지와 염호와 같은 저지대 서식지에서 발견된다. 주로 뉴저지주와 캔자스주, 남쪽으로 플로리다주, 멕시코 타마울리파스주 북동부 끝까지 미국 동부와 남부에서 발견된다. 분포 범위는 이전에 서쪽과 북쪽으로 더 연장되며, 옥수수를 재배하는 지역과 일치하는 것으로 추정된다. 중간 크기의 설치류로 몸무게는 40~80g이고, 흔하게 발견되는 곰쥐와 시궁쥐를 닮았다. 상체는 일반적으로 회색과 갈색을 띠지만 대부분의 플로리다 개체군은 불그스레하다. 수생 생활에 적합하도록 발이 발달했다. 두개골은 크고, 편평하고 앞 쪽은 짧다.